# Passo del Biscia
Der Passo del Biscia (deutsch: Natternpass) ist ein Pass in der italienischen Region Ligurien, der die Gemeinden Ne in der Metropolitanstadt Genua und Varese Ligure in der Provinz La Spezia verbindet. Der Passübergang befindet sich auf einer Höhe von 892 Metern über dem Meeresniveau.
Der Pass ist vom Val Graveglia ausgehend über die Provinzstraße SP 26 und über die SP 57, aus Richtung Varese Ligure zu erreichen. An den Passo del Biscia schließen zwei Sekundärstraßen an, welche in Richtung Statale bei Ne und Valletti bei Varese Ligure führen.
Der Pass befindet sich in der Gegend der Piani di Oneto, einer kleineren Hochebene zwischen dem Monte Chiappozzo und den Monte Porcile. Der Hochwanderweg der Cinque Terre führt ebenfalls über den Pass.